# 小說總論
小說總論是日本文學評論家二葉亭四迷的評論集，發表於1886年（明治十九年），在「中央学術雑誌」刊行，《小說總論》補充了坪內逍遙《小說神髓》的不足之處，有系統的闡述了小說應通過現象“反映本質”，從而成為認識真理的工具，是為日本現實主義文學创作理论的先声。